# La joya de Shanghai
La joya de Shanghai es una película dramática china de 1995 dirigida por Zhang Yimou y protagonizada por Gong Li, basada en la novela de Li Xiao Rules of a Clan (门规, 1994). Está ambientada en la Shanghái de los años 1930, época en la que las tríadas dominaban las calles de esa ciudad.
El filme marcó la última colaboración del director Zhang Yimou con la actriz Gong Li en la década de 1990, terminando así una exitosa asociación que dio inicio desde el debut mismo de Yimou como director, Sorgo rojo y que generó una relación sentimental entre ambos. Al finalizar la filmación de la película, ambos acordaron terminar su relación tanto profesional como personalmente. Gong Li y Zhang Yimou no trabajarían juntos de nuevo hasta la cinta de 2006 La maldición de la flor dorada.

## Sinopsis
Tang Shuisheng (Wang Xiaoxiao) ha llegado a Shanghái para trabajar para un líder las tríadas (interpretado por Li Baotian), también llamado Tang. Es llevado a un almacén donde dos grupos rivales de tríadas realizan un trato de opio que sale mal, dejando a uno de los miembros rivales muerto. Shuisheng es llevado por su tío a la casa palaciega de Tang, donde se le asigna servir a Xiao Jinbao (Gong Li), una cantante de cabaret y amante del jefe. Pronto se sabe que Jinbao también tiene una peligrosa aventura sentimental con el hombre de confianza del jefe, Song (Sun Chun).
En la tercera noche, Shuisheng es testigo de una sangrienta pelea de pandillas entre el jefe y un rival, Fat Yu, en el que su tío es asesinado. El jefe y un pequeño séquito se retiran a una isla. Allí, Jinbao se hace amigo de Cuihua (Jiang Baoying), una campesina con una hija joven, Ajiao. Cuando Jinbao se entromete sin darse cuenta en el negocio de Cuihua, los hombres del jefe matan al amante de Cuihua. Furioso, Jinbao se enfrenta al jefe y le dice a Shuisheng que abandone Shanghái.
Para el séptimo día, Song llega a la isla junto con Zheng (Fu Biao), el tercer hombre del jefe. Durante un juego de mahjong, el jefe le confiesa a Song que conoce de su traición. La pandilla mata a los hombres de Song y entierra a este último con vida. El jefe luego informa a Jinbao que también ella tendrá que morir por su papel en la traición de Song, junto con Cuihua. Cuando Shuisheng intenta salvarla de su destino, es terriblemente golpeado. La película termina con Shuisheng atado a las velas de un barco mientras navega de regreso a Shanghái. El jefe se lleva a la joven hija de Cuihua, diciéndole que en pocos años podrá reemplazar a Jinbao.

## Reparto
- Wang Xiaoxiao es Tang Shuisheng.
- Gong Li es Xiao Jinbao.
- Li Xuejian es el tío Liu.
- Li Baotian es Tang.
- Sun Chun es Song.
- Fu Biao es Zheng.
- Yang Qianguan es Ajiao.
- Jiang Baoying es Cuihao.

## Producción
La joya de Shanghai fue la séptima película del director Zhang Yimou. Su anterior largometraje, ¡Vivir! le causó problemas a Yimou con las autoridades chinas, por lo que no le fue permitido grabar ningún material cinematográfico con capital extranjero durante un tiempo. La joya de Shanghai fue clasificada como una producción meramente local, por lo que se le permitió su rodaje y publicación. Desde entonces, el director ha señalado que su selección de La joya de Shanghai para preceder a la polémica ¡Vivir! no fue casual, ya que esperaba que una «cinta sobre gánsteres» fuera una película convencional.
Inicialmente la película iba a ser una adaptación fiel de la novela Gang Law del autor Li Xiao, pero este plan cambió cuando el personaje interpretado por Gong Li se hizo cada vez más importante. Como resultado, el título de la película se cambió para reflejar su nueva perspectiva.

## Recepción
Aunque menos reconocida que los filmes previos de Zhang Yimou (especialmente Ju Dou, ¡Vivir! y Esposas y concubinas), La joya de Shanghai fue sin embargo elogiada por los críticos tras su lanzamiento, con una calificación del 87 % en la base de datos de Rotten Tomatoes. Tras su presentación en el Festival de Cine de Nueva York, la crítica de cine de The New York Times Janet Maslin se refirió a la cinta afirmando: «A pesar del cliché que representa el género de gángsters, La joya de Shanghai afirma con buen ritmo la magnitud del poder narrativo de Zhang Yimou». Derek Elley de la revista Variety comentó también que la película fue un gran logro, particularmente en la forma en que se jugó con las convenciones de género, y la calificó como un «retrato estilizado pero apasionante del juego de poder de la mafia y los estilos de vida en la Shanghai de los años 1930». Roger Ebert, sin embargo, proporcionó un contrapunto a los elogios de la película, argumentando que la elección del joven como protagonista principal en última instancia la terminó perjudicando, y que La joya de Shanghai sería probablemente «la última y ciertamente la peor de las colaboraciones entre el director chino Zhang Yimou y la talentosa actriz Gong Li». A pesar de esta crítica negativa, Ebert reconoció las bondades a nivel visual del filme y se refirió a Zhang como «uno de los mejores estilistas visuales del cine actual».